# Jestädter Weinberg
Der Jestädter Weinberg ist ein Zechsteinrücken am rechten Werraufer im nordhessischen Werra-Meißner-Kreis, dessen sichtbare Dolomitfelsen mit ihrer löcherig verwitterten Oberfläche die Landschaft prägen. Bereits 1924 wurden mit einer ersten Schutzverordnung sämtliche Felspartien gesichert. Seit 1979 ist der Bereich ein Naturschutzgebiet und seit 2008 Teil eines Fauna-Flora-Habitat-Gebiets im europäisch vernetzten Schutzgebietssystem Natura 2000. Das Schutzgebiet mit seinen Wasserflächen, Wiesen und Halbtrockenrasen, Felsfluren, Hecken und Wald umfasst sehr unterschiedliche Lebensräume, die eine Vielzahl von Pflanzen- und Tierarten beherbergen.

## Lage
Das Schutzgebiet liegt rechtsseitig der Werra, am Ausgang des Eschweger Beckens. Das Gelände befindet sich im „Geo-Naturpark Frau-Holle-Land“ und wird in der naturräumlichen Gliederung Deutschlands des Instituts für Landeskunde Bad Godesberg den Teileinheiten „Schwebda–Jestädter Werraaue“ (358.20) und „Albunger Werratal“ (358.30) zugeordnet, die nach Osten in das „Südliche Gobertvorland“ (358.52) übergehen. Westlich grenzen das „Soodener Bergland“ (358.02) und das „Weidenhäuser Hügelland“ (358.23) an. Sie sind Einheiten des „Unteren Werraberglands“ (358) in der Haupteinheitengruppe des „Osthessischen Berglands“. Administrativ gehören Weinberg und Fürstenstein zu den Gemarkungen des Meinharder Ortsteils Jestädt und des Eschweger Stadtteils Albungen.

## Geologie

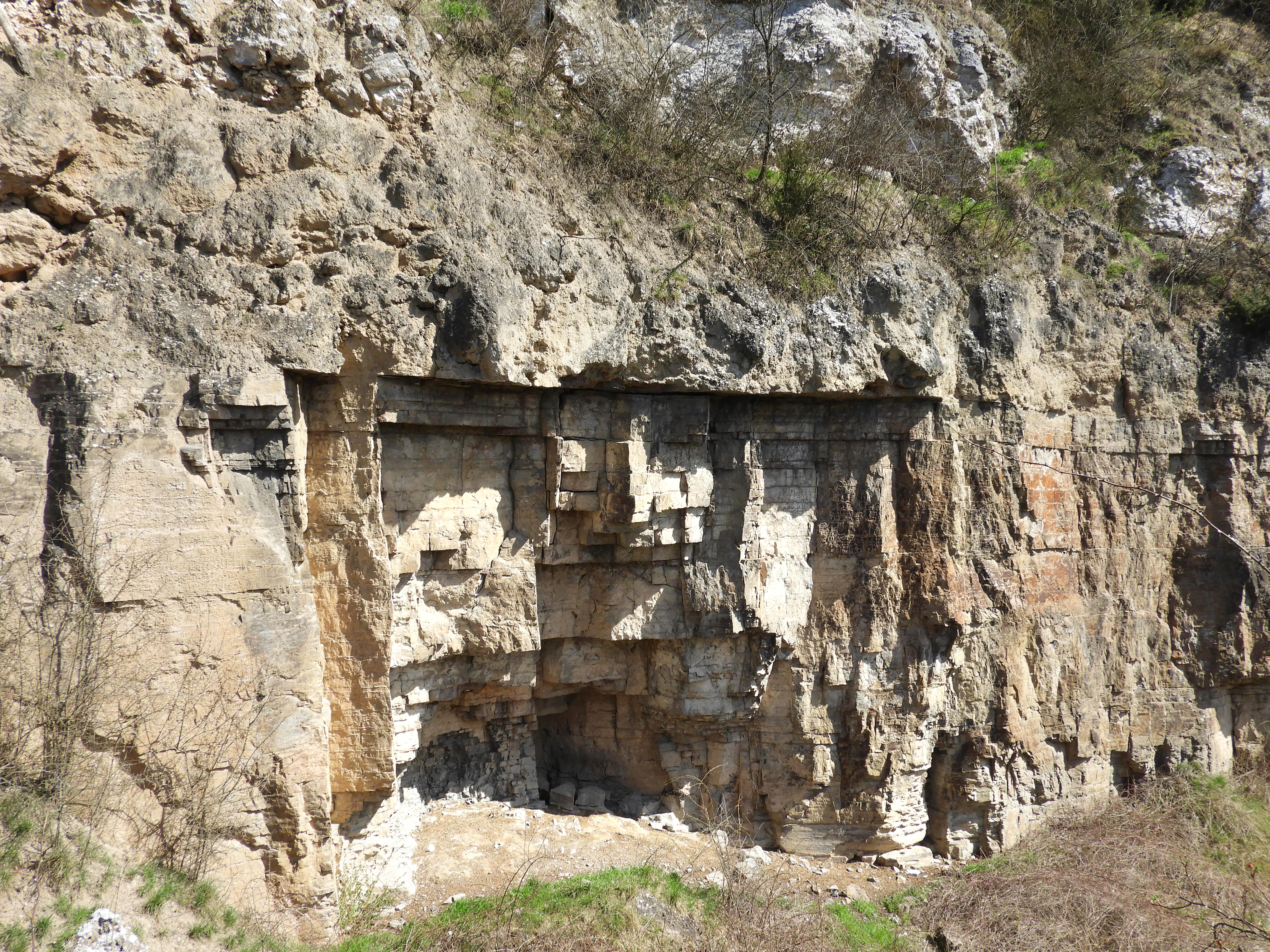
Aufschluss am Westfuß: Mauerartig ausgebildeter Zechsteinkalk wird von Gips überlagert

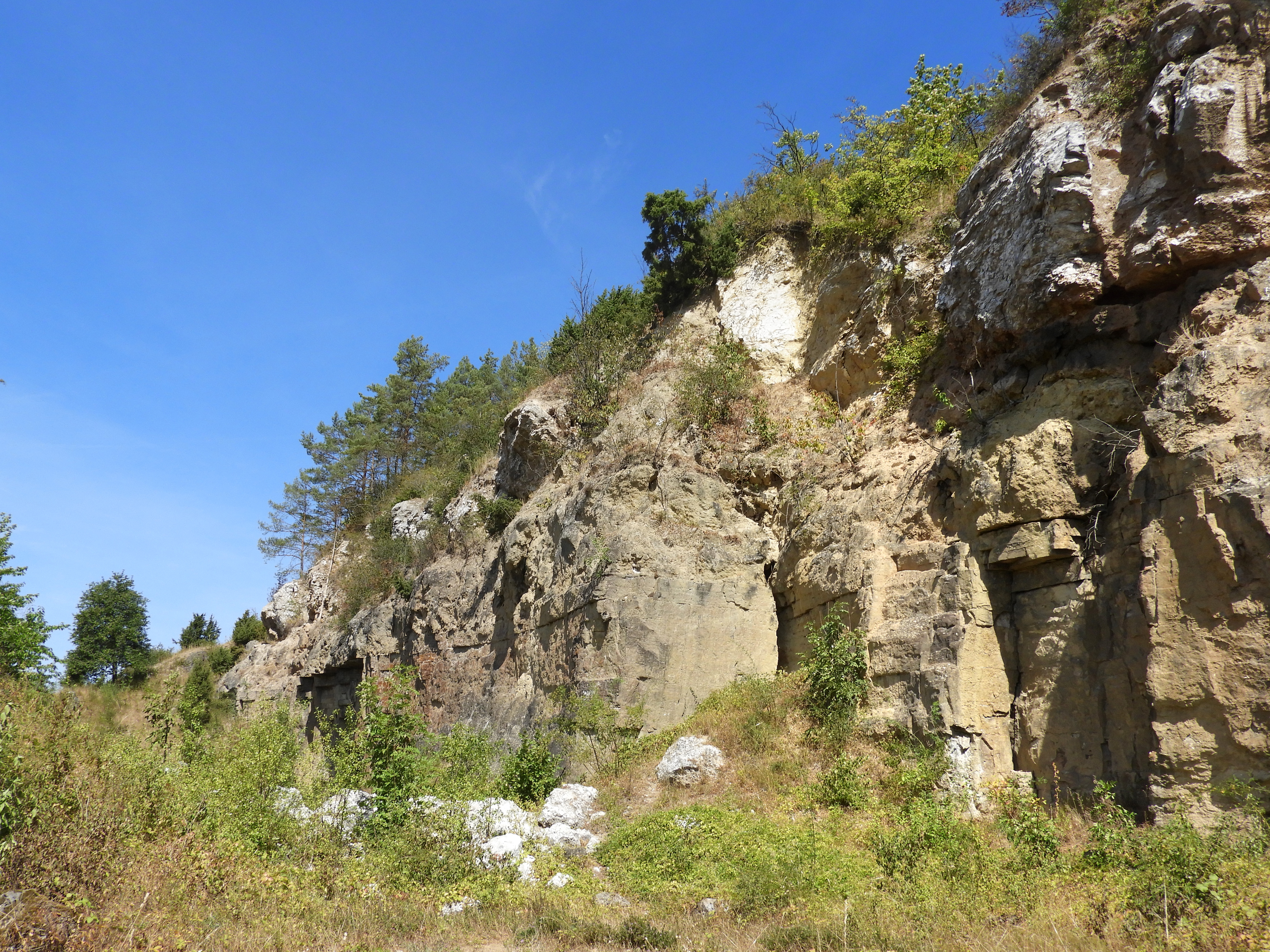
Aufgelassener Steinbruch am Weinberg

Im Bereich des Schutzgebiets fließt die Werra aus der westlichen Richtung kommend, in einem verengten Talabschnitt nach Norden weiter. Die Werra tritt hier in den Bereich paläozoischer Gesteine ein, die im Gebiet zwischen Eschwege und Witzenhausen zutage treten. Diese Aufwölbung gilt als ein stehengebliebener Rest des früher zusammenhängenden variskischen Gebirgszuges vom Rheinischen Schiefergebirge im Südwesten zum Harz im Nordosten. Als älteste Gesteinsschicht treten Tonschiefer des Devons am Hang unter dem Fürstenstein und am Westfuß des Weinbergs auf. Die gefalteten und geknickten Devonschiefer werden diskordant von Schichten der Zechsteinformation überlagert. Von den Ablagerungen des Unteren Zechsteins sind Zechsteinkonglomerat, Kupferschiefer und der mauerartig ausgebildete Zechsteinkalk vertreten. Weiter östlich sind die Zechsteinschichten, die am Steilhang zutage treten, jünger, bis sie bei Jestädt von dem Buntsandstein überlagert werden. Die schräg am Hang herablaufenden Gesteinszonen werden nacheinander von den bis zu 50 m mächtigen Ablagerungen des Älteren Gipses, danach von den riffartig herausragenden, den Weinberg beherrschenden Klippen des Hauptdolomits gebildet.
Für den Biologen Helmut Sauer, der sich als langjähriger Kreisbeauftragter für Naturschutz seit den 1970er Jahren engagiert dafür einsetzte, das Gelände als Naturschutzgebiet auszuweisen, ist der Jestädter Weinberg geowissenschaftlich ein Bereich von herausragender Bedeutung:

„Der Talhang am rechten Werraufer bietet ein nahezu vollständiges Profil der Zechsteinformation und gibt darüber hinaus deutlich Aufschluss über das erdgeschichtliche Geschehen am Ostrand der paläozoischen Aufwölbung.“

## Natur

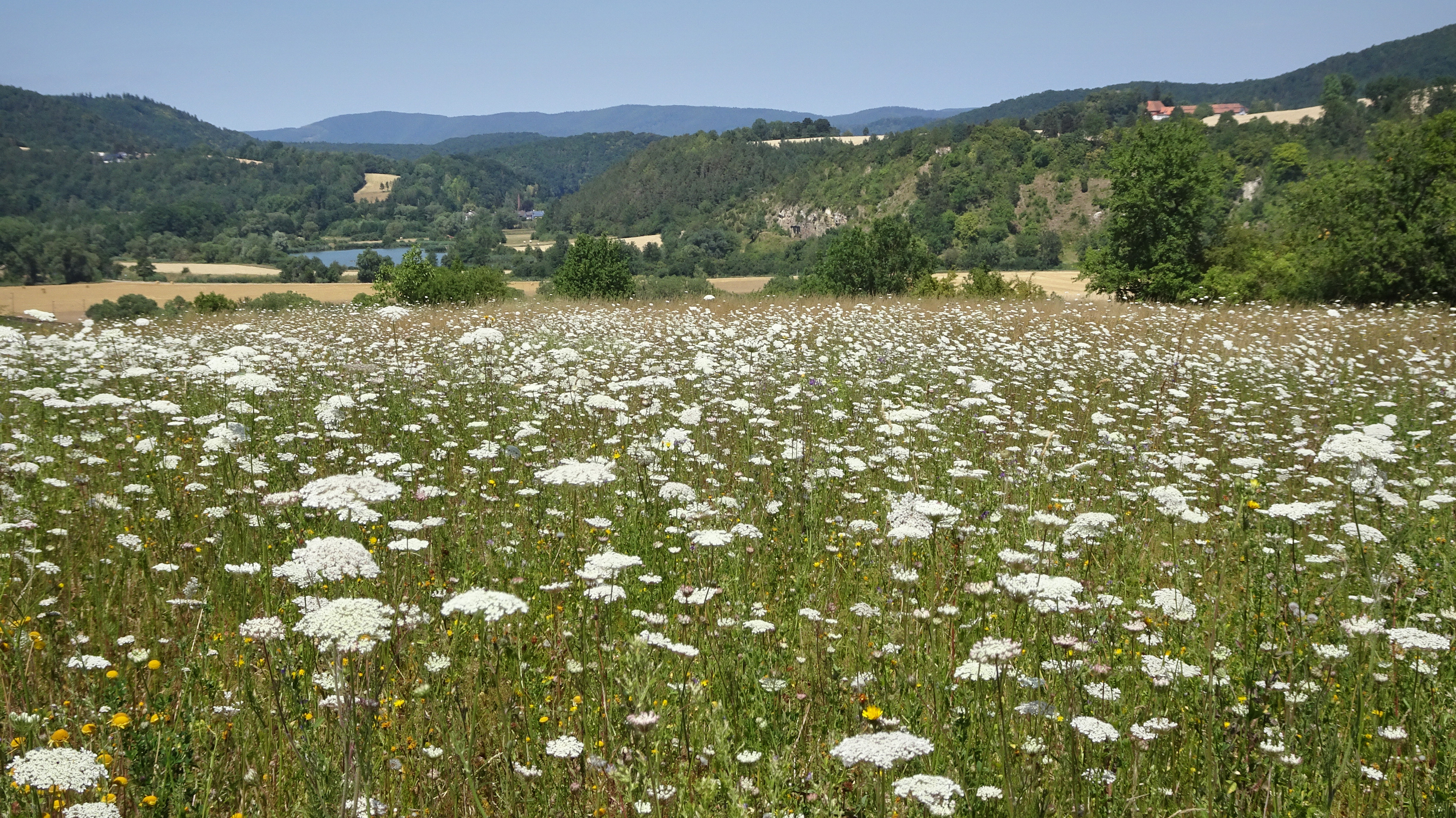
Blick vom Schenkersberg auf die Werraaue mit dem Kiessee, dem Westhang des Fürstensteins und dem Jestädter Weinberg (von links).

Zwischen Jestädt und Albungen gehören die Steilhänge des Jestädter Weinbergs, der bewaldete Hang unterhalb der Burg Fürstenstein und die Werra und ihre Aue zum Naturschutzgebiet.

### Weinberg
An dem nach Süden gerichteten Hang des Weinbergs herrschen extreme kleinklimatische Verhältnisse mit großen täglichen und jährlichen Temperaturschwankungen. Die Erwärmung der Bodenoberfläche kann beträchtliche Werte erreichen. Unter den vielen, im Werraland früher als Weinberge genutzten Flächen besaß der Jestädter Weinberg so eine der günstigsten Lagen und bot beste Voraussetzungen für den Weinanbau. Reben sollen schon im ersten Jahrtausend in Jestädt gepflegt worden sein. Nachweisen kann man, dass im Jahr 1738 acht Winzer im Ort ansässig waren, die die zum Herrenhaus gehörigen Weinberge bewirtschafteten. Als immer seltener gute Jahrgangsweine gelangen, ging der Anbau gegen Ende des 18. Jahrhunderts zurück und wurde schließlich aufgegeben. Zum endgültigen Aus dürfte die Peronospora-Krankheit beigetragen haben, die durch einen in den 1870er Jahren aus Amerika eingeschleppten Algenpilz ausgelöst wurde. An den früheren Weinanbau erinnern noch Rebstöcke, die über den Hang verteilt, in den Gebüschen überlebten.
Andere Relikte, die früher als Gewürz-, Heil- oder Zierpflanzen in den Weinbergen angepflanzt wurden und sich bis heute erhalten haben, sind Ysop, Weinraute, Hauswurz und Blaue Schwertlilie. Aus der Begleitvegetation der Weinberge haben Weinbergsträubel, Schopfträubel und Weinberg-Lauch überdauert. Neben ihnen finden sich zahlreiche, ohne Zutun des Menschen vorgedrungene wärmeliebende Pflanzen die im submediterranen Gebiet heimisch sind.
Der Versuch nach Aufgabe des Weinanbaus einen Teil der Hänge als Obstwiesen oder Gärten weiter zu nutzen, wurde in den meisten Fällen bald wieder aufgegeben. Aus solchen Gärten sind die verwilderten Fliederhecken und Essigbäume geblieben, dazu manche Gartenflüchtlinge.
Durch unterschiedliche Nutzungen und verschiedene Eingriffe durch den Menschen besteht die Vegetation heute aus einer Vielfalt an Pflanzen. So sind am Weinberg noch Maulbeerbäume zu finden, die in den 1930er Jahren für die Zucht von Seidenraupen angepflanzt wurden. Im westlichen Bereich haben sich auf dem früher beweideten Trockenrasen Wacholderbestände entwickelt, die am Weinberg eine größere Fläche einnehmen.
Die Magerrasenflächen auf dem kalkreichen Untergrund und in der wärmebegünstigten Lage des Weinbergs gelten nach der Fauna-Flora-Habitatrichtlinie als prioritärer Lebensraum. Auf dem trockenen Standort, der mit Wacholdern und Gebüschen bewachsen ist, kommen bemerkenswerte Pflanzenarten vor. Orchideen wie Großes Zweiblatt, Dreizähniges Knabenkraut, Helm-Knabenkraut, Fliegen- und Bienenragwurz. In den Kalkfelsen siedeln auf Vorsprüngen und an den kavernösen Wänden wärmeliebende Pflanzen wie Braunstieliger Streifenfarn und Mauerraute. An offenen Stellen des Trockenrasens sind auf steinigem Boden auffällige Erdflechten anzutreffen. Um das Überleben dieser Arten zu sichern wurden die Hänge in den Jahren von 2000 bis 2003 weitgehend von dichtem Gehölzaufwuchs befreit.
Die lichte Gehölzstruktur der blütenreichen Säume bilden einen attraktiven Lebensraum für Insekten, Vögel und Kleinlebewesen. Bemerkenswert ist die artenreiche Tagfalterfauna. Im Rahmen der Berichtspflicht gegenüber der EU-Kommission erstellten Wissenschaftler im Auftrag der Oberen Naturschutzbehörde des Regierungspräsidiums Kassel in 2003 ein Gutachten über das FFH-Gebiet. Teil der Untersuchung war die Erfassung der Tagfalter auf den Kalkmagerrasenflächen. Insgesamt konnten im Gebiet 36 Tagfalter- und Widderchenarten nachgewiesen werden. Zwar dominieren in weiten Teilen des Schutzgebiets relativ anspruchslose Falterarten. Aber mit Kommafalter, Frühlingsscheckenfalter Goldene Acht, Großer Perlmuttfalter, Senfweißling und dem Esparsetten-Widderchen treten Arten auf, die nach der „Roten Liste Hessen“ als gefährdet gelten.

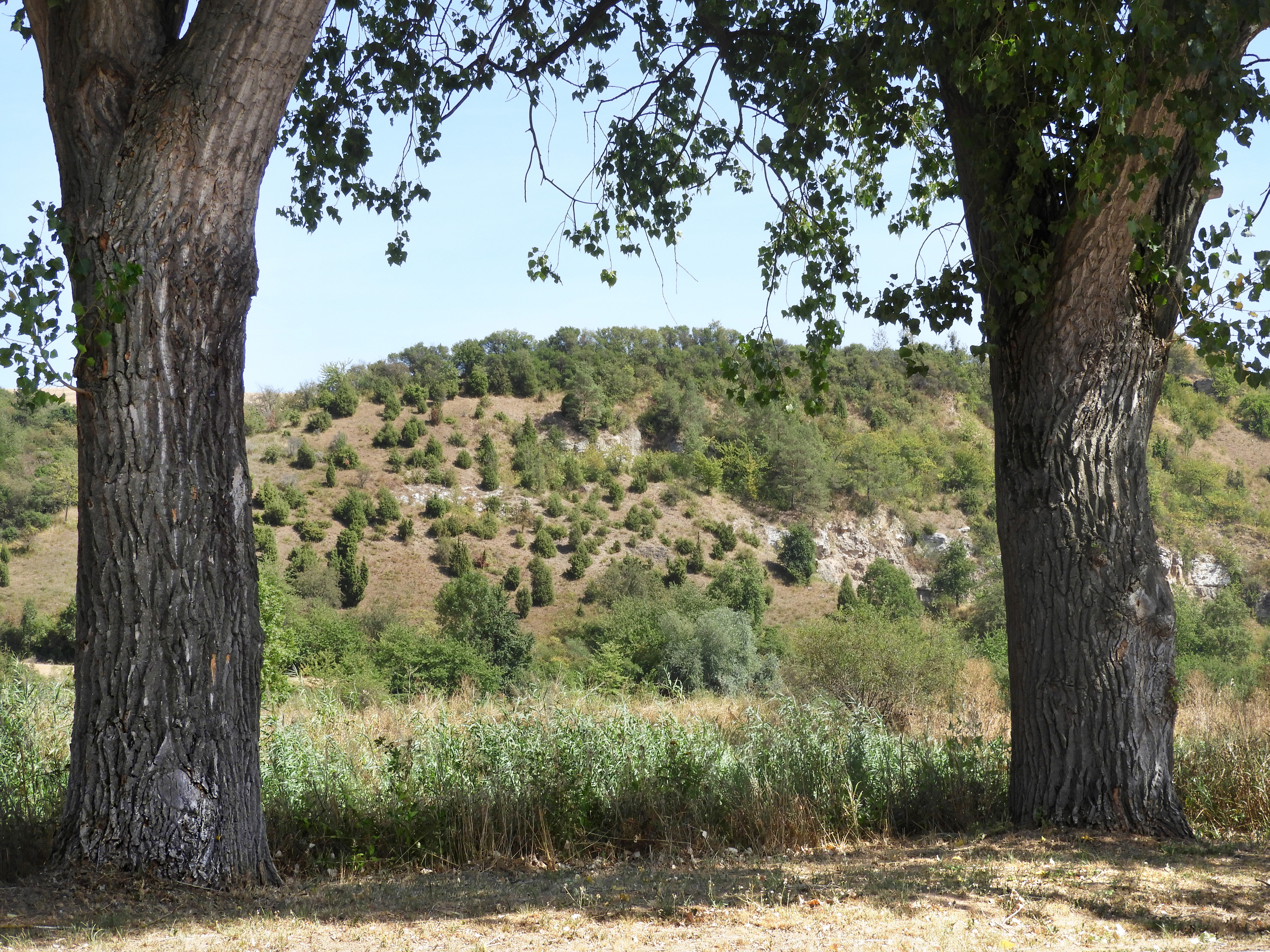
Trockenrasenfläche mit Wacholderbeständen im westlichen Bereich des Weinbergs.
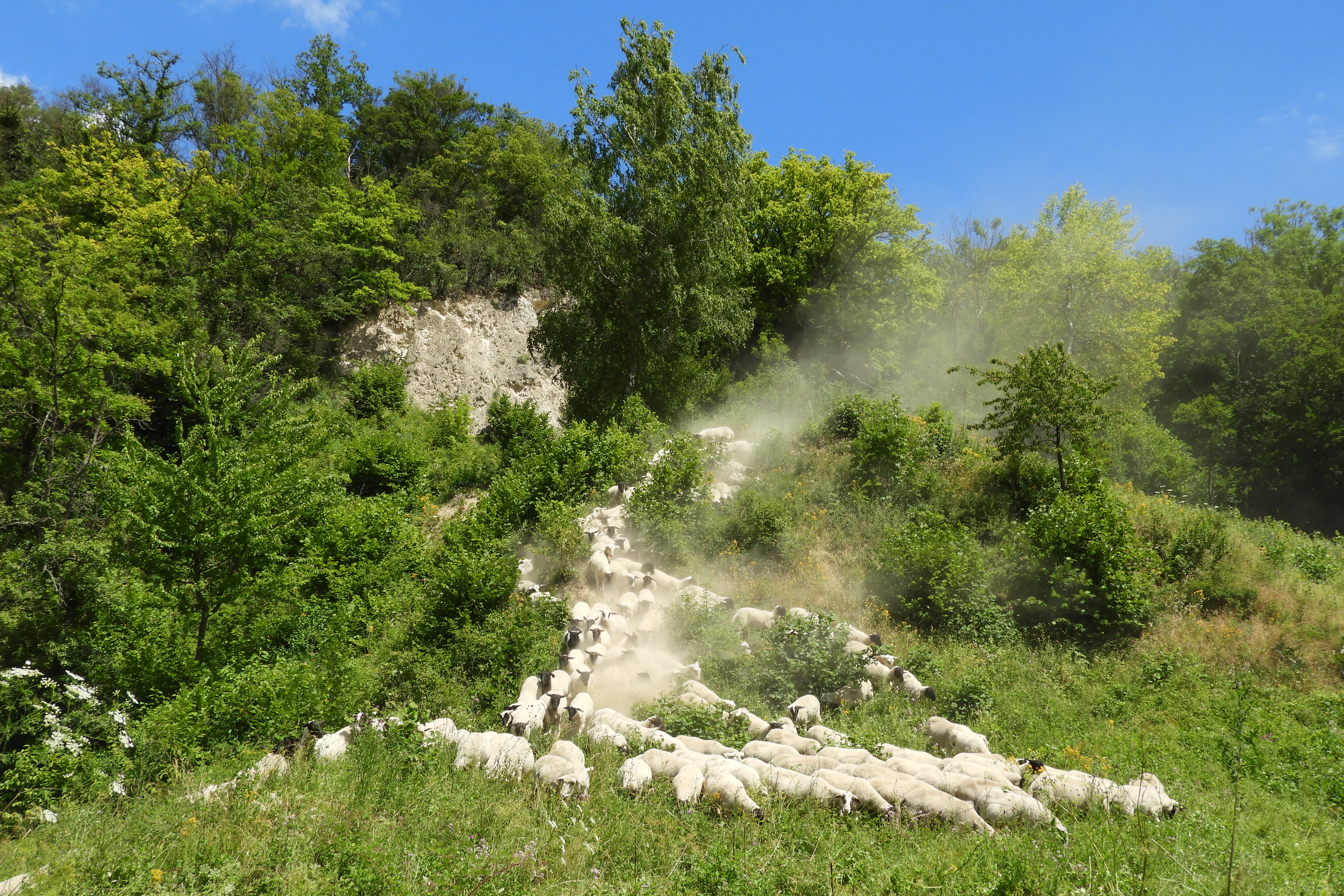
Durch die extensive Beweidung mit Schafen soll der Charakter der mageren Rasen auch in Zukunft beibehalten werden.

### Fürstenstein
Der bewaldete Westhang des Fürstensteins war, wie alte Bilder erkennen lassen, zu Beginn des 20. Jahrhunderts noch waldfrei. Die steil abfallende Fläche diente als Viehweide und trug einen Kalktrockenrasen. Nach dem Rückgang der Schafhaltung wurden die Hänge nicht mehr beweidet und ein lichter Buschwald dehnte sich aus. Einzelne Bereiche wurden auch mit Kiefern aufgeforstet. Als Zeugen der ehemaligen Weidenutzung haben sich noch einige Hutebäume, meist alte knorrige Eichen, in dem inzwischen geschlossenen Wald erhalten. Dessen Unterwuchs wird besonders durch die Frühjahrsblüher wie Lerchensporn und Bärlauch attraktiv.
Leitbild nach den Fauna-Flora-Habitat-Richtlinie für die Waldgesellschaft ist der Schutz der naturnahen und strukturreichen Bestände mit den vorkommenden Hutebäumen als besonderem Bestandteil. Das stehende und liegende Totholz, die Höhlenbäume und die lebensraumtypischen Baumarten in ihren verschiedenen Entwicklungsstufen und Altersphasen sollen erhalten werden.

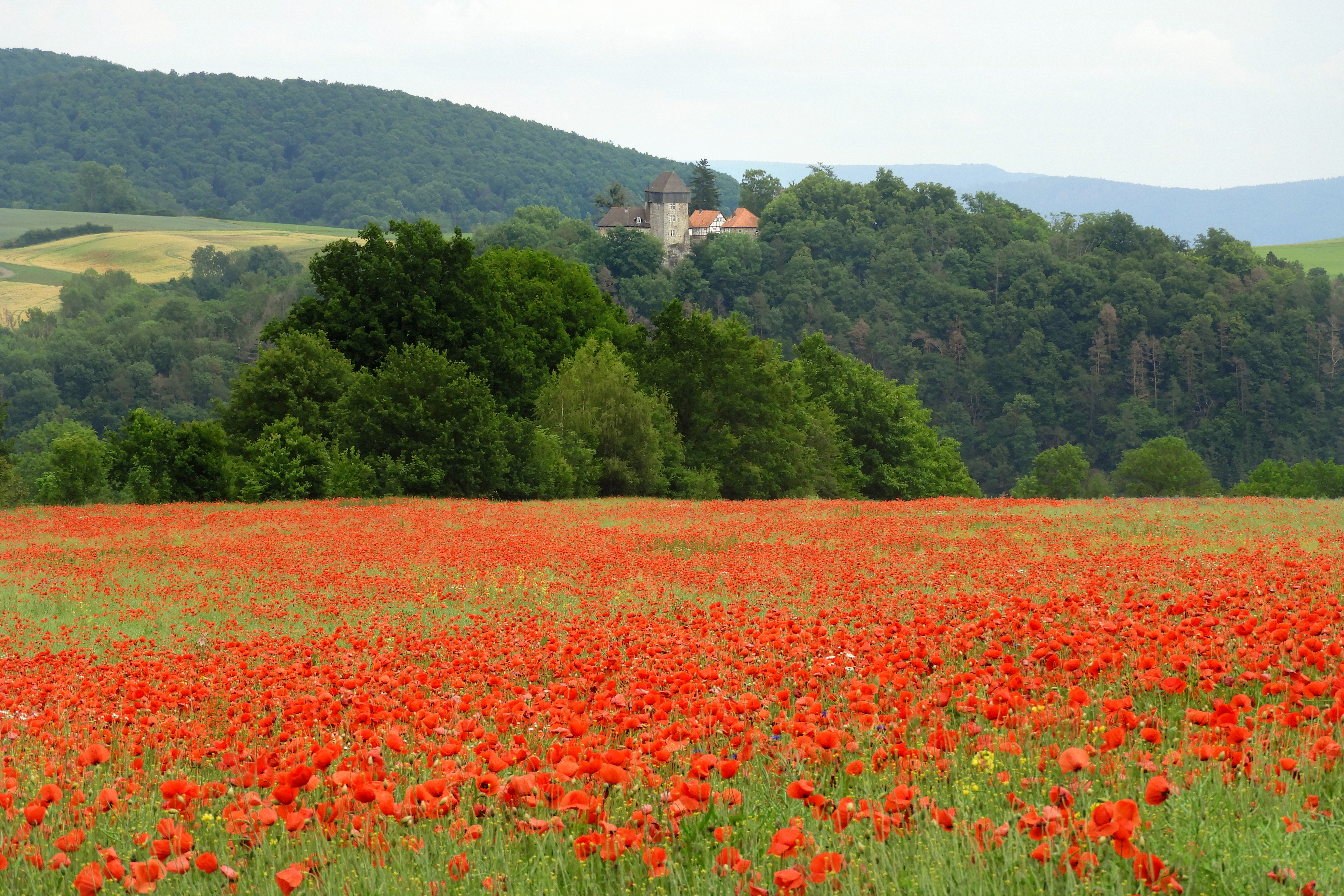
Blick von der Sommerliete auf den Westhang und Burg Fürstenstein.
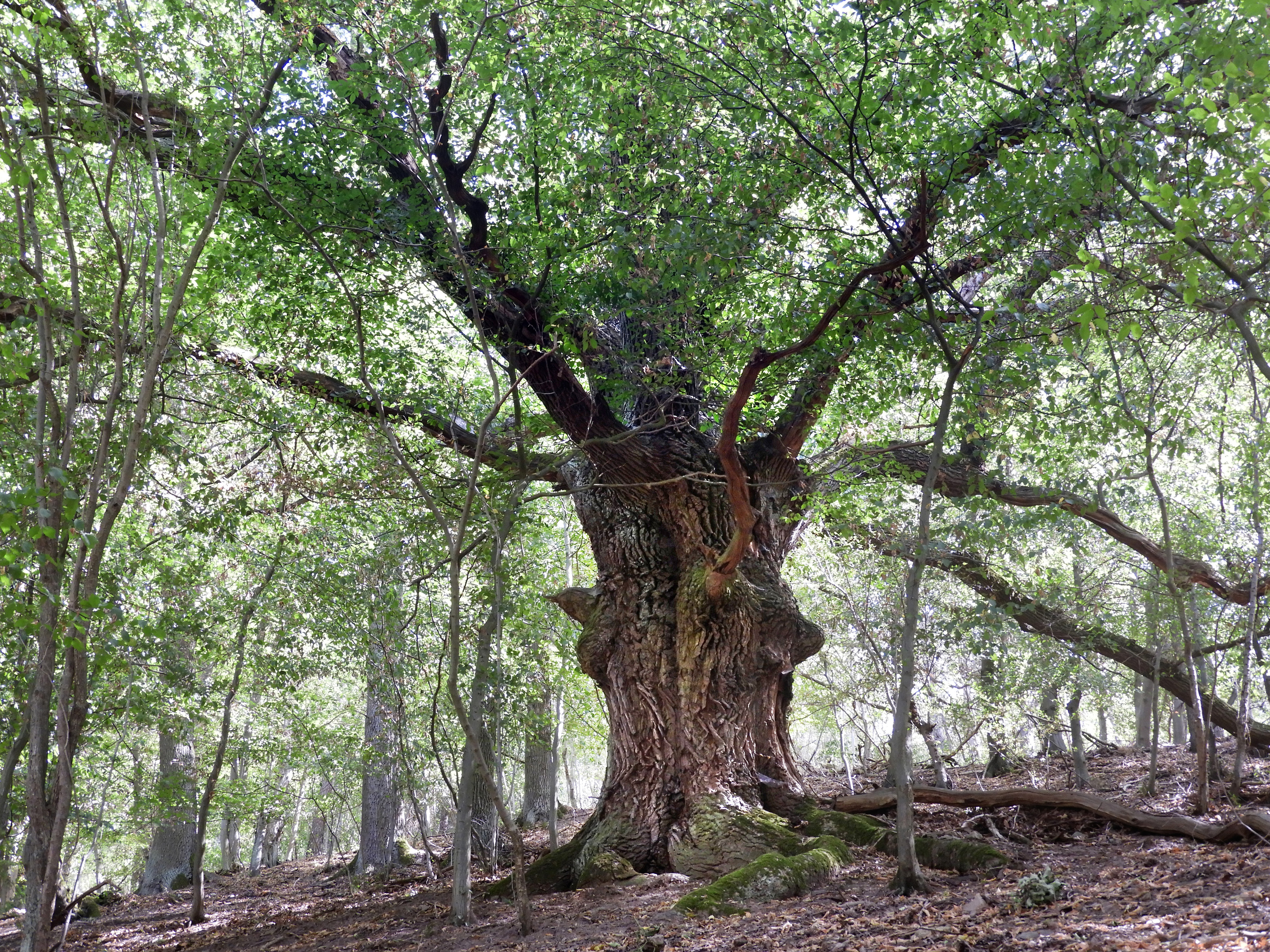
Hutebaum am Hang des Fürstensteins.

### Werra und ihre Aue

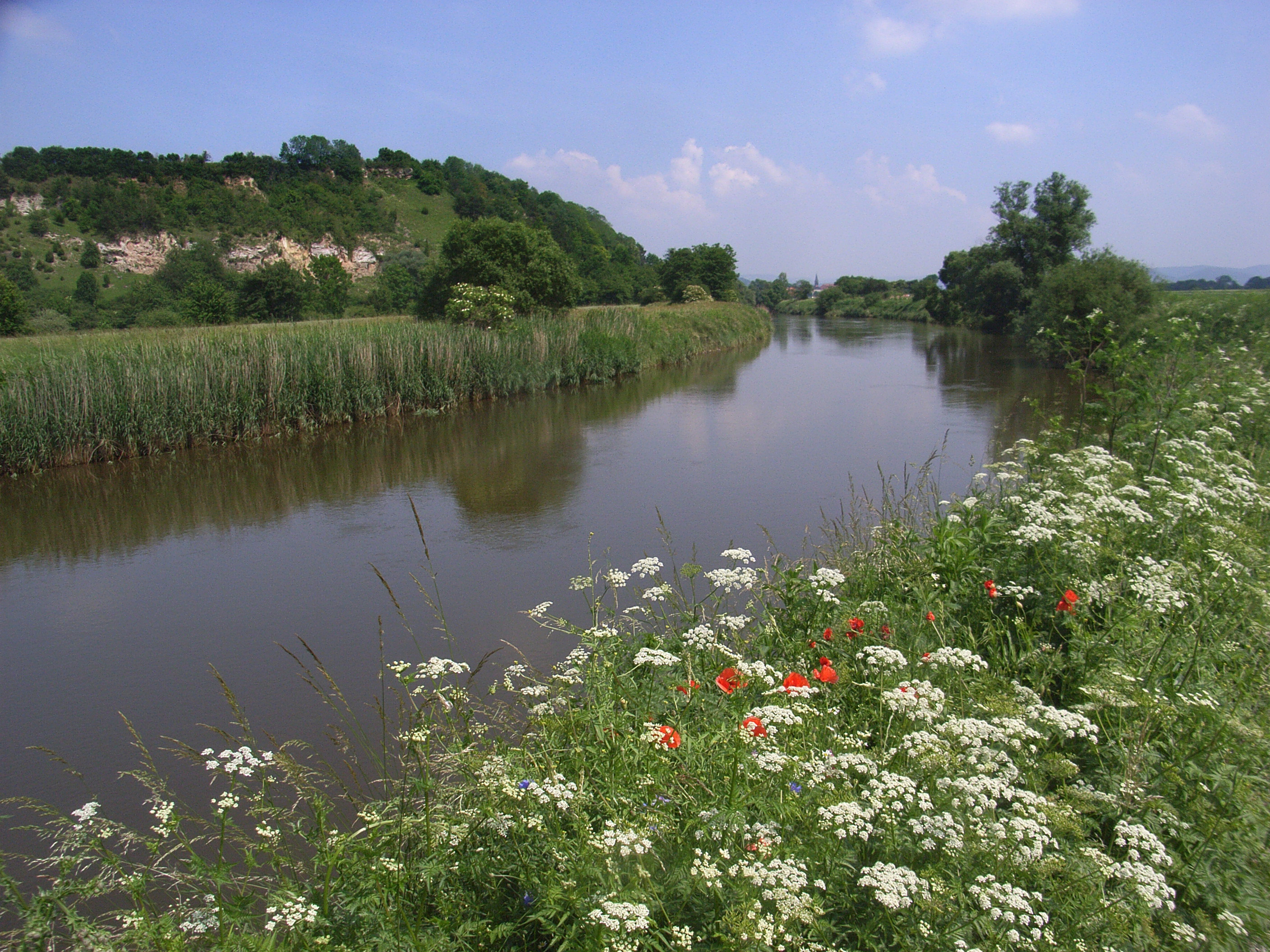
Die Werra am Ausgang des Eschweger Beckens.

In der schmalen Talaue zwischen den Hängen und der Werra werden Flächen als Äcker oder Wiesen landwirtschaftlich genutzt. Naturnahe Vegetation bleibt auf die Gewässer und ihre Ufer beschränkt. Den Lauf der Werra begleiten Säume aus Weidengebüsch und Staudendickichten die dem Lebensraumtyp „Feuchte Hochstaudenfluren an Gewässerufern“ zugeordnet werden. Neben Röhrichtarten wie Schilf und Rohrglanzgras haben einjährige Ackerwildkräuter wie Gänsefuß- und Meldenarten einen hohen Anteil. Die hochwüchsige Glanz-Melde fällt hier besonders ins Auge. Auffällig ist das Vordringen halophiler (d. h. „Salz liebender“) Pflanzen entlang der Werra, verursacht durch die Belastung des Flusses mit Abwässern der im thüringisch-hessischen Grenzbereich liegenden Kaliwerke.
In dem Bereich entlang des Schutzgebiets wurde das Bett der Werra in den 1870er Jahren teilweise verlegt. In der Zeit des Baus der Bahnlinie von Bebra nach Göttingen sollte mit der Begradigung die Errichtung von zwei Brücken über die ehemalige Flussschleife vermieden werden.
Der „Jestädter See“ ist als Relikt des Kiesabbaus ein künstlich entstandenes, stehendes Gewässer. Mit dem intensiven Ausbau von Freizeiteinrichtungen an den flussaufwärts liegenden großen Kiesseen wurden von dort viele Wasservögel in die Aue vertrieben. So kehrte die frühere Bedeutung für den am Weinberg, abseits der Verkehrswege gelegenen Kiesteich als Brut-, Rast und Nahrungsgebiet für Vögel wieder zurück.
Zu der in 2003 erstellten Grunddatenerhebung, mit der Untersuchung der Gewässer und ihre Ufer beim Weinberg und in dem benachbarten Naturschutzgebiet „Werraaltarm und Werraaue bei Albungen“, gehörte die Zählung der im Gebiet vorkommenden Libellen. Auch mit dem Ziel, eine bessere Bewertung des Lebensraumtyps „Nährstoffreiche Seen und Teiche mit Unterwasserpflanzen“ zu bekommen. Die Wissenschaftler konnten das Vorkommen von 26 Arten im Gebiet nachgewiesen. Bei der Mehrzahl handelte es sich um relativ anspruchslose und häufige Arten. Daneben fanden sich aber auch die in Hessen stark gefährdete Gemeine Winterlibelle, Großes und Kleines Granatauge, Fledermaus-Azurjungfer, Kleine Mosaikjungfer und Südlicher Blaupfeil.

## Unterschutzstellung
Den ersten Schutzstatus wegen ihrer geologischen und botanischen Besonderheiten erhielten der Jestädter Weinberg und der sich nördlich anschließende Westhang des Fürstensteins bereits im Jahr 1924 und ihre Zechsteinformationen wurden später, im Oktober 1937 zum flächenhaften Naturdenkmal erklärt. Die Ausweisung als Naturschutzgebiet folgte mit der Verordnung vom 3. Oktober 1978 der Bezirksdirektion für Forsten und Naturschutz als Höherer Naturschutzbehörde beim Regierungspräsidium in Kassel. Die Talhänge des Weinbergs und Fürstensteins, die angrenzende Werraaue mit einem aufgelassenen Kiesteich im Werrabogen sowie ein Teilstück der Werra wurden in das Landesnaturschutzbuch eingetragen und damit unter den Schutz des noch geltenden Reichsnaturschutzgesetzes von 1935 gestellt. Über die Musterverordnung hinaus blieb die landwirtschaftliche, gärtnerische und forstwirtschaftliche Nutzung im bisherigen Umfang und der bisherigen Art und mit Einschränkungen, die Ausübung der Jagd und der Fischerei gestattet. Das Naturschutzgebiet mit einer Größe von rund 61 Hektar hat nationale Nummer 1636008 und den WDPA-Code 82016.
Im Rahmen der der Umsetzung der Fauna-Flora-Habitat-Richtlinie wurde das Naturschutzgebiet Jestädter Weinberg mit dem benachbarten Naturschutzgebiet Werra-Altarm und Werraaue bei Albungen vom Land Hessen im April 1999 der EU-Kommission für das länderübergreifende Netz besonderer Schutzgebiete „Natura 2000“ gemeldet. Die Schutzwürdigkeit des Gebiets wurde mit der hessenweiten Bedeutung für seltene und gefährdete Pflanzen- und Tierarten sowie als wichtiges Rast-, Nahrungs- und Brutbiotop für zahlreiche Vogelarten begründet. Neben dem Gebietsmanagement und dem damit verbundenen Monitoring forderte die EU eine förmliche Schutzerklärung, die im Januar 2008 mit der „Verordnung über Natura 2000-Gebiete in Hessen“ erfolgte. Das FFH-Gebiet, deren beide Teile durch den in den 1870er Jahren gebauten Damm der Bahnlinie zwischen Bebra und Göttingen und dem Werratal-Radweg getrennt werden, bekam den Namen „Jestädter Weinberg / Werraaltarm und –aue bei Albungen“. Es besitzt eine Größe von 87 Hektar, hat die Gebietsnummer 4624-303 und den WDPA-Code 555520065.

## Touristische Erschließung
Der Werratal-Radweg, der gute Blicke auf die Hänge ermöglicht, verläuft links der Werra an dem Naturschutzgebiet vorbei. Rechts der Werra, zwischen den Hängen von Weinberg und Fürstenstein und der Aue, führt ein weiterer, naturbelassener Rad- und Wanderweg durch das Schutzgebiet.

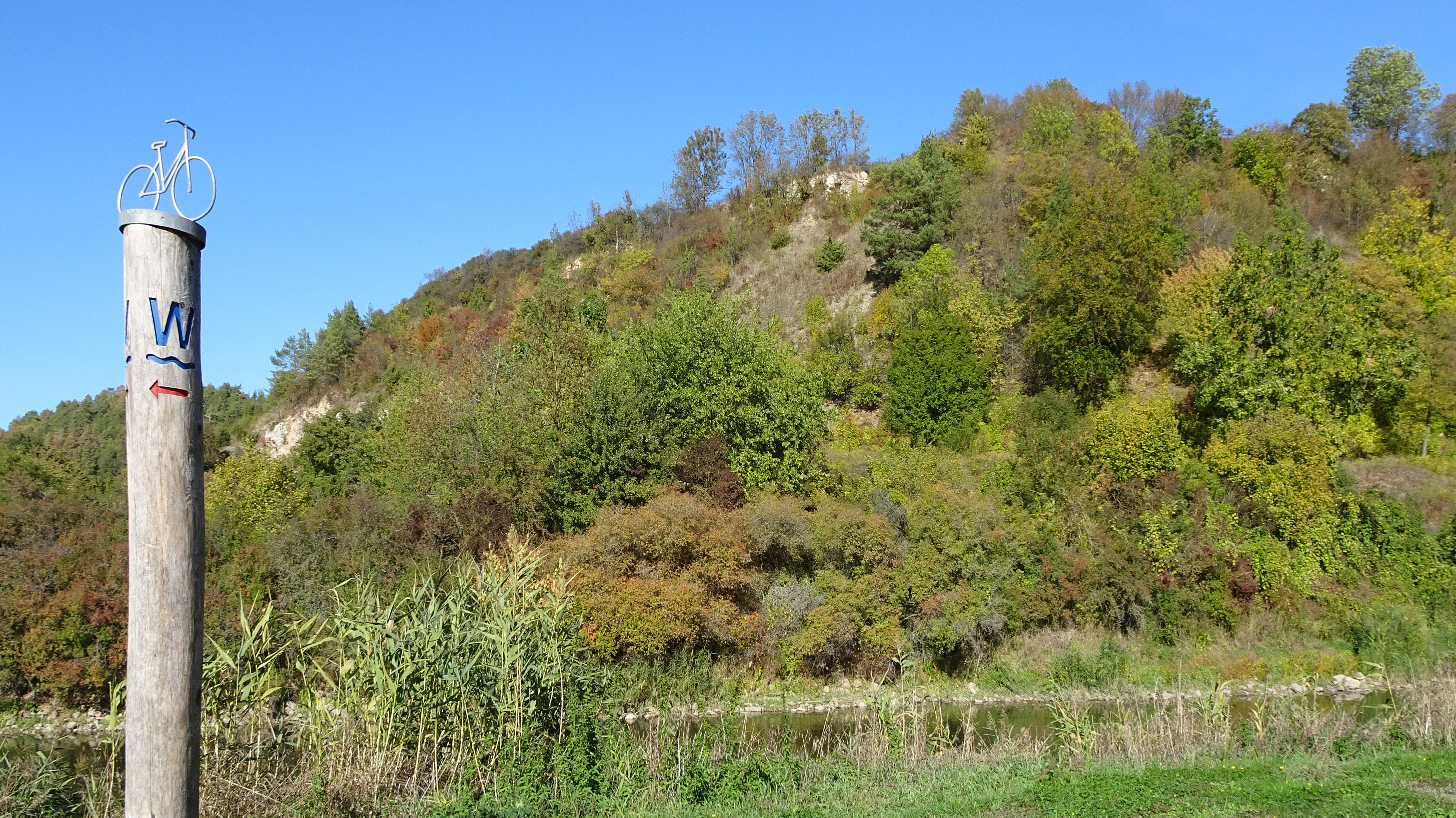
Blick von dem Werratal-Radweg auf den Weinberg
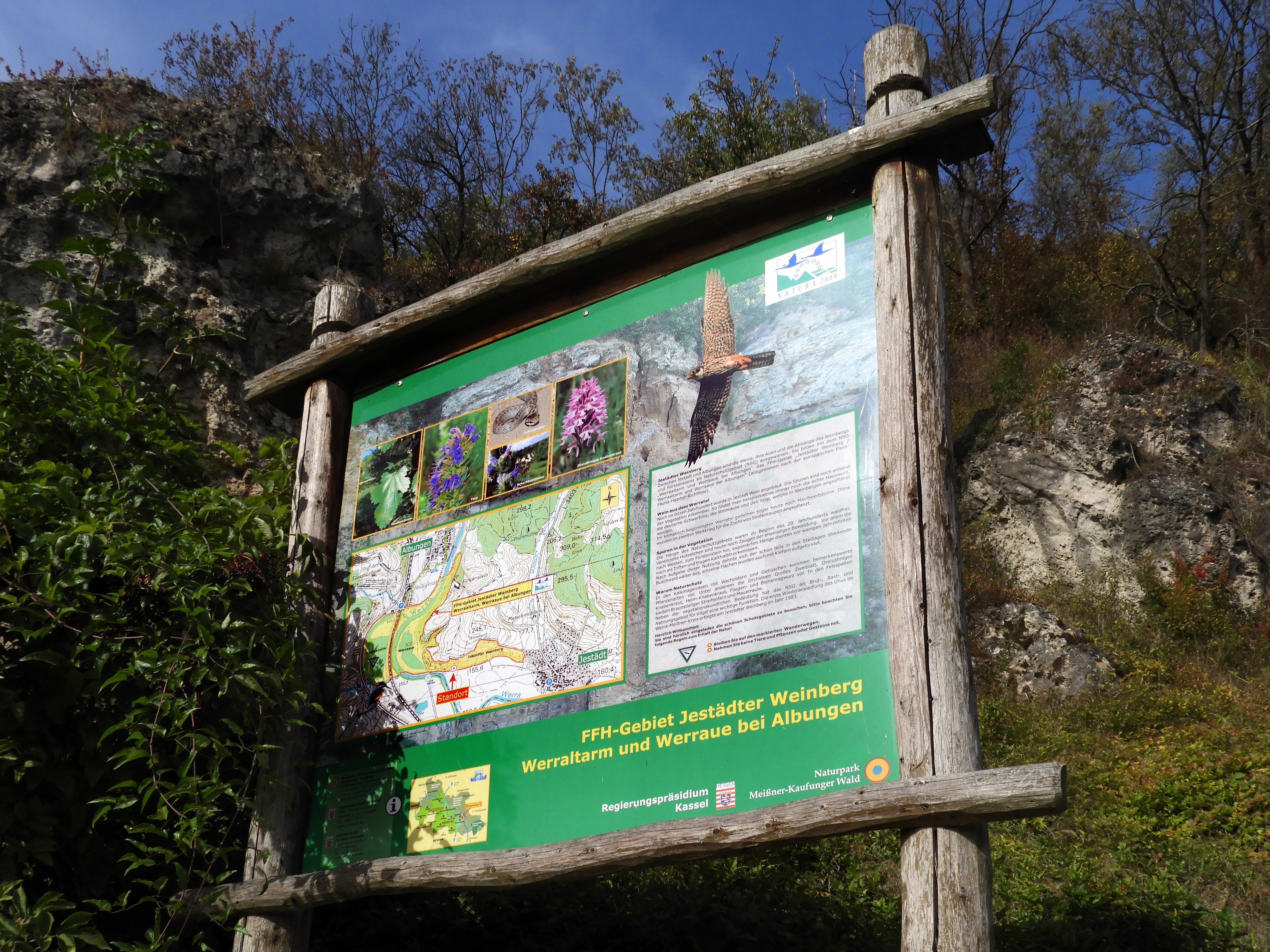
Informationstafel zum FFH-Gebiet am Weinberg.